# 1281
| 1281               |
| ------------------ |
| Dødsfald - Fødsler |
|                    |

| Gregoriansk kalender | 1281 MCCLXXXI           |
| Ab urbe condita      | 2034                    |
| Armensk kalender     | 730 ԹՎ ՉԼ               |
| Kinesiske kalender   | 3977 – 3978 庚辰 – 辛巳 |
| Etiopisk kalender    | 1273 – 1274             |
| Jødisk kalender      | 5041 – 5042             |
| Hindukalendere       |                         |
| - Vikram Samvat      | 1336 – 1337             |
| - Shaka Samvat       | 1203 – 1204             |
| - Kali Yuga          | 4382 – 4383             |
| Iransk kalender      | 659 – 660               |
| Islamisk kalender    | 680 – 681               |

Konge i Danmark: Erik Klipping 1259-1286
Se også 1281 (tal)

## Begivenheder
- Beauchamp Tower ved Tower of London bliver bygget.
- 21. februar - Pave Martin 4. til sin død 28. marts 1285.